# Paul Kindle

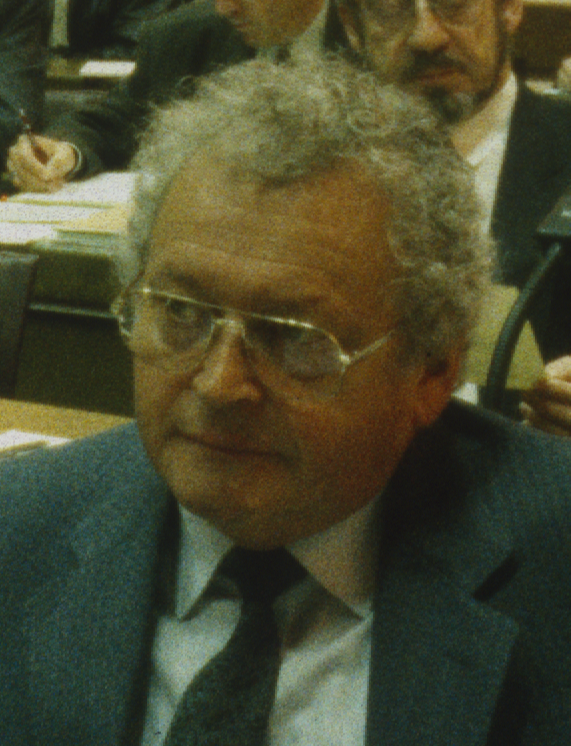
Paul Kindle, 1991

Paul Kindle (* 4. Mai 1930 in Hohenems, Vorarlberg; † 22. Dezember 2016 in Triesen) war ein liechtensteinischer Politiker (VU).

## Biografie
Kindle arbeitete als Maschinenschlosser und Techniker. Er war von 1978 bis 1982 Regierungsrat-Stellvertreter. 1982 wurde er erstmals für die Vaterländische Union in den Landtag des Fürstentums Liechtenstein gewählt. Bei den vier folgenden Wahlen jeweils wiedergewählt, gehörte er dem Landtag damit von 1982 bis 1997 an. Als Landtagsabgeordneter war er 1993 unter Ernst Walch und 1995 unter Otmar Hasler Landtagsvizepräsident. Danach bekleidete er von 1993 bis 1994 und von 1996 bis 1997 selbst das Amt des Landtagspräsidenten. 1997 zog er sich aus der aktiven Politik zurück. Von der Vaterländischen Union wurde ihm die Ehrenmitgliedschaft verliehen.
Kindle hatte drei Kinder.